# کارل فیلیپ امانوئل باخ
کارل فلیپ امانوئل باخ (به آلمانی: Carl Philipp Emanuel Bach)، آهنگساز آلمانی، فرزند یوهان سباستیان باخ، زادهٔ ۸ مارس ۱۷۱۴ در شهر وایمار در استان تورینگن است. او در ۱۴ دسامبر ۱۷۸۸ در شهر هامبورگ درگذشت. او از معروف‌ترین پسران باخِ کبیر است.

## زندگی
کارل فلیپ امانوئل باخ به‌عنوان دومین پسر یوهان سباستیان باخ و ماریا باربارا دیده به جهان گشود. گئورگ فلیپ تله‌مان هنگام غسل تعمید کارل فلیپ امانوئل باخ، پدرخواندگی وی را تقبل نمود. او سه‌سال بیشتر نداشت که به‌اتفاق خانواده به‌شهر کوتن نقل مکان نمود و در همان شهر وارد مدرسه لاتین شد. در سال ۱۷۲۳ یوهان سباستیان به‌سمت مدیر هنری گروه کر توماس در شهر لایپزیک انتخاب و خانواده‌اش مجبور به‌ترک محل اقامت خود در کوتن و مهاجرت به‌لایپزیک شد. امانوئل در سن ده‌سالگی به مدرسه توماس که پدرش علاوه بر مدیریت آن تدریس زبان لاتین را نیز به‌عهده داشت، وارد شد. وی در سال ۱۷۳۱ تحصیلات عالی خود را در رشته حقوق قضایی در دانشگاه لایپزیک آغاز و پس از یک‌سال خود را به دانشگاه ویادرینا در شهر فرانکفورت (اودر) منتقل نمود.

## پایان تحصیلات
امانوئل باخ تحصیلات خود را در سال ۱۷۳۸ با موفقیت به پایان رساند اما به‌دلیل علاقه و عشق به موسیقی از فعالیت در این رشته چشم پوشید و تمام زندگی خود را وقف این هنر نمود. در سال ۱۷۴۰ امانوئل به‌عنوان نوازنده چمبالو در ارکستر شاهزاده پروس- فریدریش که در همان سال به سلطنت رسید- به شهر روپین خوانده شد. باخ در این دوره از زندگی یکی از بهترین نوازندگان کلاویه در اروپا محسوب می‌شد. ساخته‌های او که از سال ۱۷۳۱ آغاز شده بود در برگیرنده سی قطعه سونات و کنسرتو است. از جمله معروفترین سونات‌های باخ سونات پروسی (۱۷۴۲) و سونات وورتمبرگی (۱۷۴۴) است که اولی را به افتخار فریدریک بزرگ و دومی را در بزرگداشت حکمران کل وورتمبرگ ساخت.

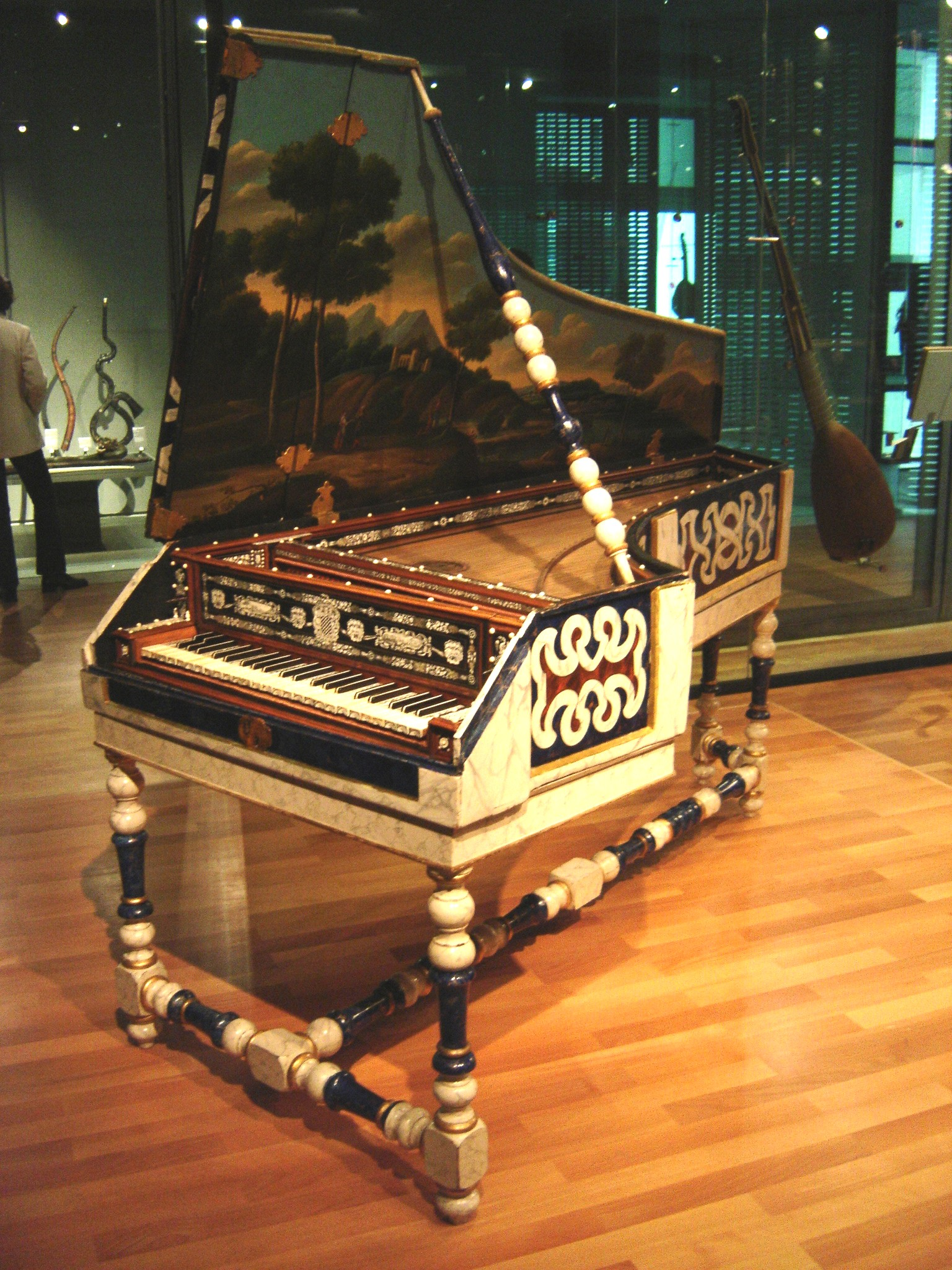
چمبالو ایتالیایی ساخت پیترو فابی ۱۶۷۷

## زندگی در برلین
زندگی پربار امانوئل در برلین و انتساب لقب باخ برلینی به‌وی همراه با آثار شکوهمندی است که وی در این شهر خلق کرد
. آثار کارل فلیپ امانوئل باخ سرشار از پیام‌های نیرومند دوران خروش و طوفان روشنفکری اروپاست و تلفیق موسیقی باروک با سبک‌های برگزیده و احساساتی در قالبی از شور و تنش‌های توفانی، نمایشی از هنرمندی اوست.
فرزند او یوهان سباستیان باخ (نقاش) که همنام پدر او یوهان سباستیان باخ است در سال ۱۷۴۸ در برلین زاده شد.

## جدایی از باروک
موسیقی دوران خروش و طوفان، موسیقی گسست ملودی‌ها و جهش‌های ناگهانی است. گذری آرام از گذرگاه‌های پرفراز و نشیب است که پیوند خود را با سنت دیرینه باروک می‌گسلد و امانوئل باخ این هنرمند بزرگ سده هیجدهم آن را در اوج شکوهمندی اعلام می‌دارد. تحولی را که یوهان ولفگانگ گوته، فریدریش شیلر و سرانجام گئورگ بوشنر در زمینه ادبیات این دوره طوفانی به‌وجود آوردند امانوئل باخ این دگرگونی را در قلمرو موسیقی پدیدآورد. در سال (۱۷۵۳) باخ مهم‌ترین کتاب خود را در باب آموزش هنر صحیح نوازندگی کلاویه تألیف نمود که جلد دوم آن در سال (۱۷۶۲) در برلین منتشر شد.

## اقامت در هامبورگ
کارل فلیپ امانوئل باخ در سال (۱۷۶۸) پس از درگذشت پدرخوانده‌اش- گئورگ فلیپ تله‌مان- به‌سمت مدیریت و سرپرست هنری گروه کر یوهانیوم در هامبورگ انتخاب و به لقب باخ هامبورگی مفتخر شد. باخ در راستای مسؤلیت جدید خود بیش از پیش به موسیقی کلیسایی روی نمود و آثاری جاودانه خلق کرد. ساخته‌های او در این دوره عبارت‌اند از: کرهای مذهبی- آوازهای گروهی با همراهی کلاویه در بزرگداشت معراج و رستاخیز مسیح- سرگذشت قوم اسراییل در صحرا و هفتاد قطعه کر کلیسایی. علاوه بر این مجموعه سونات‌های متعددی برای دوستداران کلاویر خلق نمود.

## پایان زندگی باخ
کارل فیلیپ امانوئل باخ در سال ۱۷۸۸ در هامبورگ درگذشت. آرامگاه وی در کلیسای میشاییلی مقدس قرار گرفته و برای بازدید عامه مردم آزاد است. باخ یکی از مهم‌ترین آهنگسازان و موسیقی‌دانان بین دوره باروک و کلاسیک وین محسوب می‌شود. وی در زمان خود به‌نسبت، از پدرش یوهان سباستیان باخ معروفتر بود.

## برخی از آثار باخ
- سونات‌های بسیاری برای سازهای گوناگون
- ۲۲ سمفونی
- سونات‌های بسیاری برای سازهای گوناگون
- آثاری برای ارگ و کلاویه
- چندین اوراتوریو و کانتات
- چندین کنسرتو برای سازهای گوناگون از جمله فلوت، ویلنسل، کلاوسن، ویلن